# Ebtissam Mohamed
Ebtissam Zayed Ahmed Mohamed (ciutat de Suez, 25 de setembre de 1996) és una ciclista egípcia, que combina la carretera amb el ciclisme en pista. El 2016 participà en els Jocs Olímpics de Rio.

## Palmarès
- 2016
  - Campiona d'Àfrica en Velocitat
  - Campiona d'Àfrica en Keirin
  - Campiona d'Àfrica en Puntuació
- 2017
  - Campiona d'Àfrica en Persecució
  - Campiona d'Àfrica en Keirin
  - Campiona d'Àfrica en Scratch